# Igor Padilla
Igor Abisaí Padilla Chávez (Honduras, 1979 - San Pedro Sula, 17 de enero de 2017) fue un productor de televisión, cineasta y reportero hondureño. Inició como reportero de Canal 6. En mayo de 2015 estrenó su primera película, Chincheman, y estaba preparando su siguiente película, El Reportero, que sería sobre la violencia contra los periodistas. Al momento de su asesinato era reportero de HCH, donde se encargaba de cubrir los hechos violentos nocturnos de San Pedro Sula; también era productor de un programa de sketches conocido como Los Verduleros, que se transmitía en HCH, y presentador de un programa radial.

## Asesinato
Igor Padilla fue asesinado el 17 de enero de 2017 mientras realizaba un anuncio comercial en San Pedro Sula. Los testigos afirman que recibió la llamada de una mujer y al salir del negocio fue atacado por 4 personas vestidos de policías, con chalecos y pasamontañas, que se transportaban en dos vehículos. Los testigos escucharon unos 20 disparos, y en la escena fueron hallados varios casquillos de fusil AR-15. Según sus allegados, Padilla había recibido una amenaza de muerte por escrito. Su asesinato tuvo impacto en Honduras, donde fue condenado por el alto comisionado de la ONU para los derechos humanos en Honduras y por el presidente del Colegio de Periodistas.

### Judicialización y hechos posteriores
Igor Padilla fue la persona trabajadora en medios de comunicación número 65 en ser asesinada en Honduras desde 2001 hasta 2017, según un informe del comisionado nacional de los derechos humanos, que reveló que de los 64 casos anteriores sólo en 4 había personas condenadas. El día de su asesinato, el presidente de Honduras aseguró que el crimen no quedaría impune.
Los datos preliminares apuntaban a que se trató de un atentado planeado. Al día siguiente del asesinato fueron capturados 18 sospechosos de participación, entre ellos la mujer que llamó a Padilla. Finalmente, en junio de 2019, 12 integrantes de la Mara 18 fueron declarados culpables por el atentado, del cual no se determinó su móvil. Tres de ellos fueron encontrados como los hechores materiales del asesinato.
El 9 de julio de 2017 fue asesinado también Edwin Rivera Paz (25), exdirector de cámara de Los Verduleros y colaborador con Padilla en otros proyectos. Edwin fue asesinado por dos sicarios en Veracruz, México, lugar donde residía desde enero. Había partido a ese país por el temor a ser asesinado, y se hallaba tramitando la condición de refugiado.